# Rode bermbraam
Rode bermbraam (Rubus ferocior) is een soort uit het geslacht braam (Rubus).

## Determinatie
Rode bermbraam heeft ongelijk bestekelde en beklierde bladloten. De bladeren zijn bol. De bloeiwijze is rijk bestekeld en beklierd met donkerrode klieren. De kroonbladen zijn rozerood en de helmhokken zijn behaard.

## Verspreiding
Het verspreidingsgebied van rode bermbraam strekt zich uit over de Noord-Duitse Laagvlakte vanaf Hamburg en vervolgens westelijk tot in Nederland en België. In Nederland komt de soort veel voor in Drenthe en het oostelijke deel van Gelderland, naar het zuidwesten in frequentie afnemend, en niet in Zuid- en Midden-Limburg.